# 直萼虎耳草
直萼虎耳草（学名：Saxifraga erectisepala）为虎耳草科虎耳草属下的一个种。

## 扩展阅读
- 維基物種上的相關：直萼虎耳草